# Michel Larine
Pour les articles homonymes, voir Larine.
Michel Larine, né le 29 juin 1906 à Makiïvka et mort pour la France le 9 juin 1942 à Bir Hakeim, est un militaire et résistant français d'origine russe, Compagnon de la Libération. Sous-officier expérimenté de la Légion étrangère et des troupes coloniales, il choisit de se rallier à la France libre au début de la Seconde Guerre mondiale. Après avoir combattu au Sénégal et au Gabon, il est envoyé en Libye où il est tué au combat lors de la bataille de Bir Hakeim.

## Biographie

### Jeunesse et engagement
Michel Larine naît le 29 juin 1906 à Makiïvka, alors dans l'Empire russe. En mars 1925, alors qu'il se trouve en Algérie, il s'engage dans la Légion étrangère. Après ses classes au 1er régiment étranger (1er RE), il est affecté au 2e régiment étranger d'infanterie avec lequel il participe à la campagne du Maroc. De retour au 1er RE en août 1927, il est envoyé au Tonkin et y stationne jusqu'en 1930, année où il retourne en Algérie. Muté au 22e régiment d'infanterie coloniale en mars 1931, il est promu caporal en novembre de la même année puis caporal-chef en juillet 1932. En octobre 1933, il est affecté au 11e régiment d'infanterie coloniale avec lequel il part au Cambodge. Il est promu sergent en novembre 1934 et retrouve la légion en mars 1936 lorsqu'il est muté au 3e régiment d'infanterie au Maroc. En octobre 1938, il est promu sergent-chef.

### Seconde Guerre mondiale
En février 1940, le sergent-chef Larine fait partie du corps expéditionnaire français envoyé en Scandinavie. De mai à juin 1940, il participe à la campagne de Norvège avant d'être envoyé en Bretagne pour participe à la bataille de France. Devant l'avancée des troupes allemandes, le corps expéditionnaire est contraint de se replier vers l'Angleterre. Le 1er juillet 1940, comme un certain nombre de ces camarades, Michel Larine choisit de se rallier à la France libre afin de continuer la lutte contre le troisième Reich. Engagé dans les forces françaises libres, il est promu adjudant et affecté à la 13e demi-brigade de Légion étrangère avec laquelle il participe à l'expédition de Dakar puis à la campagne du Gabon.
Muté au bataillon de marche no 1 (BM1) le 25 mai 1941, il participe à la campagne de Syrie. En janvier 1942, après avoir été promu adjudant-chef, il est affecté à la mission militaire française en Égypte. En avril suivant, il rejoint les rangs de la 1re brigade française libre indépendante du général Kœnig. Le 9 juin 1942, lors de la bataille de Bir Hakeim, Michel Larine disparaît lors d'un bombardement ennemi. Son corps n'a jamais été retrouvé.

## Décorations
|  |  |  |  |  |  |
|  |  |  |  |  |  |

| Compagnon de la Libération À titre posthume, par décret du 4 juillet 1944 | Compagnon de la Libération À titre posthume, par décret du 4 juillet 1944 | Compagnon de la Libération À titre posthume, par décret du 4 juillet 1944 | Croix de guerre des Théâtres d'opérations extérieurs | Croix de guerre des Théâtres d'opérations extérieurs | Croix de guerre des Théâtres d'opérations extérieurs | Croix du combattant                                                  | Croix du combattant                                                  | Croix du combattant                                                  |                                                                      |                                                                      |                                                                      |
| Médaille coloniale Avec agrafe "Maroc"                                    | Médaille coloniale Avec agrafe "Maroc"                                    | Médaille coloniale Avec agrafe "Maroc"                                    | Médaille coloniale Avec agrafe "Maroc"               | Médaille coloniale Avec agrafe "Maroc"               | Médaille coloniale Avec agrafe "Maroc"               | Médaille commémorative des services volontaires dans la France libre | Médaille commémorative des services volontaires dans la France libre | Médaille commémorative des services volontaires dans la France libre | Médaille commémorative des services volontaires dans la France libre | Médaille commémorative des services volontaires dans la France libre | Médaille commémorative des services volontaires dans la France libre |